# Ptychoptera robinsoni
Ptychoptera robinsoni is een muggensoort uit de familie van de glansmuggen (Ptychopteridae). De wetenschappelijke naam van de soort werd voor het eerst geldig gepubliceerd in 1957 door Charles Paul Alexander.